# Presó de la Santé
La presó de la Santé (anomenada així per la seva ubicació a la rue de la Santé) és una presó gestionada pel servei penitenciari del Ministeri de Justícia francès situada a l'est del barri de Montparnasse del 14è districte, al sud de París. És una de les presons més famoses de França, amb seccions VIP i de màxima seguretat.
La Santé és una de les tres presons principals de l'àrea de París, juntament amb Fleury-Mérogis (la presó més gran d'Europa) i Fresnes, ambdues situades als suburbis del sud.

## Història
L'arquitecte Joseph Auguste Émile Vaudremer va construir la presó, que va ser inaugurada el 20 d'agost de 1867. Va substituir el convent de les Madelonnettes al 3r arrondissement, que havia estat utilitzat com a presó des de la Revolució Francesa. Anteriorment, al mateix lloc, hi havia una Maison de la santé, construïda per ordre d'Anna d'Àustria i traslladada el 1651 a l'actual Centre hospitalari de Sainte-Anne.

L'any 1899, després del tancament i demolició de la presó Grande Roquette, els condemnats van ser traslladats a La Santé per a esperar el seu trasllat a la presó de St-Laurent-du-Maroni a la Guaiana Francesa o per esperar l'execució. Inicialment a La Santé hi havia 500 cel·les, que es van augmentar a 1.000 cel·les l'any 1900. Les cel·les fan 4 metres de llarg, 2,5 m d'amplada i 3 m d'alçada. La presó té una capacitat total de fins a 2.000 presos, dividits en 14 seccions.

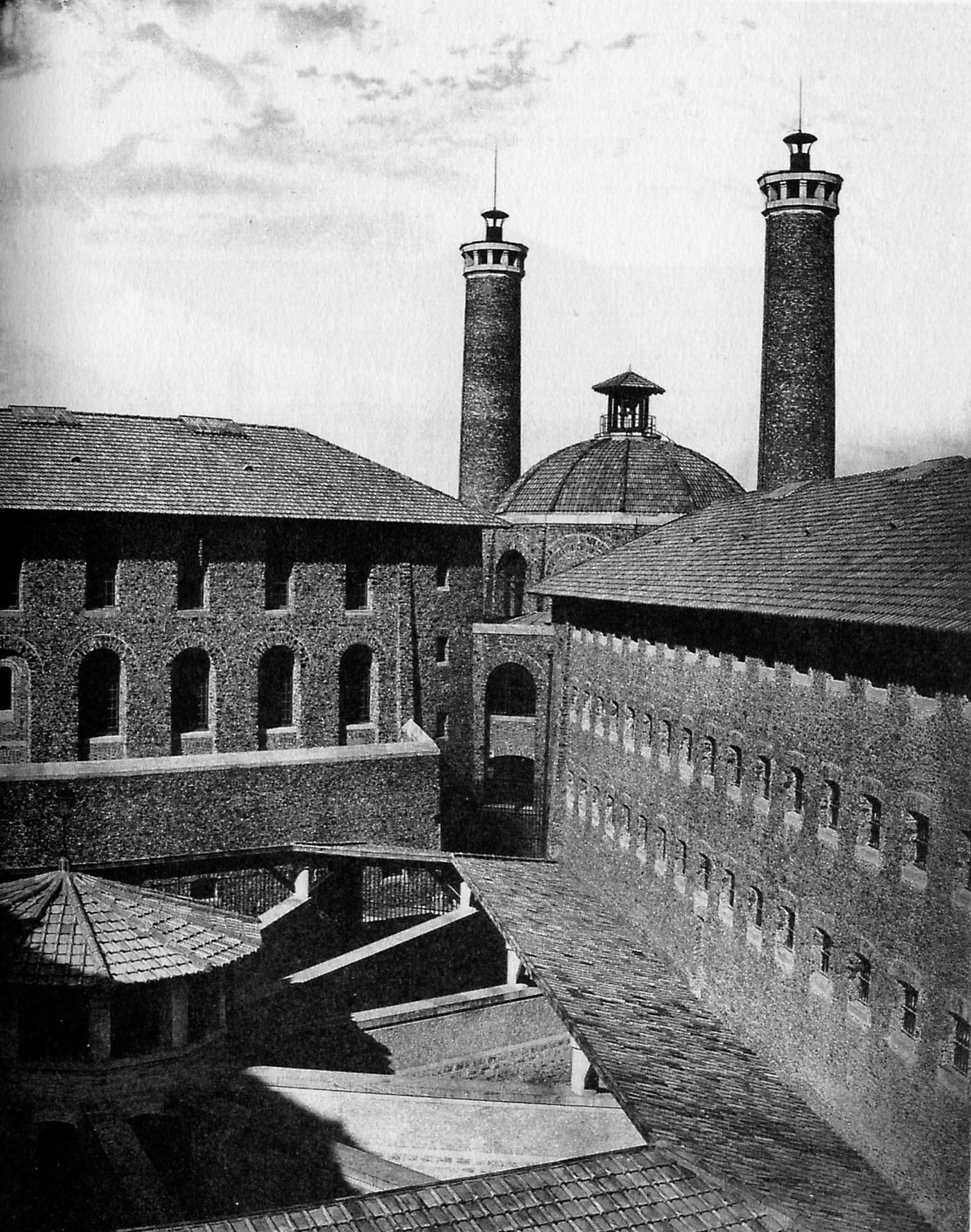
La Santé al

Com que prèviament s'havien fet execucions a l'entrada de Grande Roquette, es va decidir fer una cosa semblant a La Santé. La guillotina es va aixecar a la cantonada de la rue de la Santé i el Boulevard Arago, a la vorera. La primera execució –i la primera a París en deu anys– va tenir lloc el 6 d'agost de 1909: Georges Duchemin, que havia estat condemnat per parricidi.
El 7 de maig de 1932, Eugene Boyer, un criminal de 27 anys al qual el president Paul Doumer li havia denegat l'indult presidencial el dia anterior, havia de ser executat per guillotina. Doumer va ser assassinat el dia que estava prevista l'execució: a França, el president podia revocar la seva decisió fins a l'últim moment i, òbviament, Boyer no es podia beneficiar d'aquesta potencial «misericòrdia definitiva», per la qual cosa l'execució es va cancel·lar in extremis (vint minuts abans de l'hora prevista). Finalment va ser indultat per Albert Lebrun el 13 de maig i va ser enviat a presó a la Guaiana.
Gairebé quaranta presos van acabar amb la seva vida en aquest lloc. També va ser en aquest lloc on es va realitzar la darrera execució pública a França, per al lladre i doble assassí Max Bloch, el 2 de juny de 1939. Quinze dies després, el 17 de juny, Eugen Weidmann, culpable de sis assassinats, va ser guillotinat davant de la presó de Versalles i el 24 de juny es va prendre la decisió de prohibir les execucions públiques. En la mateixa decisió, la pena de mort va dependre del Tribunal d'Apel·lació del Sena (ja sigui Sena i Oise o Aube), amb els presoners executats a l'interior de la presó de la Santé.
El 15 de març de 1940, els germans Vocoret, que van matar tres policies a Issy-les-Moulineaux, van ser els primers delinqüents a ser guillotinats a l'interior de la presó.
Durant l'ocupació nazi de França a la Segona Guerra Mundial, a més dels criminals comuns, s'hi va executar també 18 resistents i comunistes. Nou d'ells van ser guillotinats entre l'agost de 1941 i el juliol de 1942. Els altres nou van ser afusellats el 30 d'abril de 1944. Estan commemorats per una placa col·locada a la paret de la presó a la cantonada dels carrers Jean-Dolent i de la Santé.
Després de l'alliberament de França, només els delinqüents comuns van ser executats al pati de la presó (a excepció de diversos activistes del Front Nacional d'Alliberament d'Algèria entre 1958 i 1960). Les últimes condemnes a mort per guillotina a La Santé van ser les de Roger Bontems i Claude Buffet. Van ser els autors d'un intent de fugida amb presa d'ostatges que va acabar amb la mort dels ostatges el 1971. Condemnats a mort a Troyes el 29 de juny de 1972, van ser executats el 28 de novembre següent.
L'any 2000, la doctora en cap de la presó, Véronique Vasseur, va publicar un llibre on denunciava les males condicions de presó. L'any 2014 la presó va tancar per reformes, que van requerir 5 anys per a completar-se.